# Pleromelloida cinerea
Pleromelloida cinerea là một loài bướm đêm trong họ Noctuidae.